# Музей на изкуството „Метрополитън“
Вижте пояснителната страница за други значения на Метрополитън.
Музей на изкуството „Метрополитън“ е комплекс от множество художествени галерии, музей на музикалните инструменти, галерия за професионална фотография и библиотека за научни изследвания. По своя мащаб представлява най-голямата институция в САЩ за представяне и изследване на всички видове изкуства. Намира се в Ню Йорк, САЩ.

## История
Музеят е основан на 13 април 1870 г. от група американски бизнесмени и любители на изкуството (Union League Club of New York). Той е открит за обществеността на 20 февруари 1872 г. Първият президент е Джон Тейлър Джонсън, като изпълнителен директор на издателя Джордж Палмър Пътнам. Музеят съществува за сметка на спонсорите и дарителите с малко помощ от държавата.

## Сградата на музея
Сегашната сграда на Пето авеню 1000 е изработена в готически стил от американския архитект Калвърт Во. Музеят се премества в нея през 1880 г.

## Структура
- Галерия за европейска живопис
- Галерия за европейска скулптура и приложни изкуства
- Галерия за западно европейска и американска графика
- Галерия за американско изкуство
- Галерия за ислямско изкуство
- Галерия за азиатско изкуство
- Галерия на изкуството от Африка, Океания и Южна Америка
- Галерия за античното изкуство на Близкия изток
- Галерия за средновековно изкуство и скулптура
- Галерия за Гръко-Римско изкуство
- Галерия за Египетско изкуство
- Галерия за съвременно изкуство
- Галерия с частната колекция на Робърт Лиман за западно европейско изкуство
- Галерия за доспехи, снаряжение и оръжия
- Галерия за костюми и народни носии
- Галерия за професионална фотография
- Музеи на музикалните инструменти
- Библиотека за научни изследвания в областта на изкуството

## Колекция
В основата на музея са 3 частни колекции – 174 произведения на европейското изкуство, сред които са произведения на Халс, Ван Дайк, Тиеполо и Пусен.
Колекцията се развива бързо след смъртта на Джон Кенсет, като притежание на музея стават 38 картини от частни колекции. Едва през XX век музеят получава световно признание. През 1907 г. музеят придобива първата си картина на Огюст Реноар. Днес „Метрополитън“ има своята колекция от импресионисти и постимпресионисти. Счита се, че колекцията на египетското изкуство е сред най-пълните и представителни в света.
Постоянната колекция съдържа над 2 милиона произведения на изкуството. В „Метрополитън“ има много колекции от различни видове. Сред тях са например работи на фотографите Уокър Еванс, Даян Арбюс, Алфред Стиглиц и други.